# Ayr (Australia)
Ayr – miasto w Australii, w stanie Queensland.